# Bohumil Modrý
Bohumil Modrý (* 24. September 1916 in Prag; † 21. Juli 1963 ebenda) war ein tschechoslowakischer Eishockeytorwart. Er galt als der beste Eishockeytorwart Europas in den Jahren vor und nach dem Zweiten Weltkrieg. 1950 wurde er für fünf Jahre aus politischen Gründen inhaftiert.

## Biographie

### Karriere als Eishockeyspieler
1936 begann Bohumil Modrý, genannt Boža, seine Karriere als Leistungssportler bei seinem Heimatverein LTC Prag. Mit dieser Mannschaft wurde er von 1937 bis 1949 sechs Mal in Folge nationaler Meister, nachdem der Spielbetrieb in der Staatsliga zwischen 1939 und 1945 auf Grund des Zweiten Weltkriegs unterbrochen worden war. In dieser Zeit gewann er mit dem LTC Prag 1939 zunächst die Böhmische Eishockeymeisterschaft sowie in den folgenden Jahren viermal die Eishockeymeisterschaft des Protektorats Böhmen und Mähren.
Auf internationaler Ebene errang Modrý, der schon im Alter von 21 Jahren erstmals im Tor der tschechoslowakischen Nationalmannschaft gestanden hatte, 1948 bei den Olympischen Winterspielen in St. Moritz mit der Nationalmannschaft die Silbermedaille. 1947 und 1949 wurde er mit der Nationalmannschaft Weltmeister, nachdem das Team schon 1938 WM-Bronze errungen hatte. Bei den drei Turnieren stellte Modrý mit der Tschechoslowakei zudem die beste europäische Mannschaft und gewann mit seinem Land jeweils den Europameistertitel, der parallel zu den anderen Titeln vergeben wurde.

### Prozess und Haft
Im März 1950 sollten die Spieler der tschechoslowakischen Nationalmannschaft zur Eishockey-Weltmeisterschaft nach London reisen, jedoch wurden zwölf von ihnen vor der Abreise verhaftet. In einem Geheimprozess wurden sie der Spionage und des Hochverrats angeklagt, da sie angeblich geplant hatten, nach der Weltmeisterschaft in Großbritannien zu bleiben. Es habe schon drei Jahre zuvor, während des Spengler Cups in der Schweiz, darüber Gespräche in der Mannschaft des LTC Prag, der den Großteil der Nationalmannschaft stellte, gegeben. Alle Spieler bis auf Vladimír Zábrodský, der nur eine kurze Spielsperre erhielt, wurden zu Haftstrafen verurteilt, von acht Monaten bis zu 15 Jahren, was später zu dem Verdacht führte, Zábrodský habe seine Mannschaftskameraden verraten.
Auch Modrý wurde verhaftet, obwohl er zu dieser Zeit schon zurückgetreten war, und erhielt die höchste Strafe von 15 Jahren. Zwar wurde er nach fünf Jahren aus der Haft entlassen, litt aber an den gesundheitlichen Folgen der Zwangsarbeit in den Uranbergwerken von Jáchymov. Trotz schwerer Krankheit schrieb er Bücher und Aufsätze über das Training von Eishockey-Torwarten, die großen Einfluss auf den Sport in seinem Heimatland hatten. Er starb 1963 im Alter von 46 Jahren an Leukämie.

### Berufliches
Bohumil Modrý war von Beruf Ingenieur; nach 1945 lebte er mit seiner Familie in Lanškroun. Er fungierte dort als staatlicher Verwalter einer Ziegelei und entwarf unter anderem die Pläne für einen Hafen an einem Elbe-Donau-Kanal und zum Bau eines Flughafens.

## Ehrungen
1994 wurde in Lanškroun die neue Eishockeyhalle nach Modrý benannt sowie im Beisein seiner Witwe, seiner beiden Töchter (eine von beiden ist die ehemalige Burgtheater-Schauspielerin Blanka Modra) und aller noch lebenden Mitglieder des ehemaligen Hockeyteams eine Büste enthüllt. Auch eine Straße in Prag trägt seinen Namen. Im Mai 2011 wurde Bohumil Modrý posthum in die Hall of Fame der Internationalen Eishockey-Föderation aufgenommen. Die Trophäe für den besten Spieler der Tschechischen Eishockey-Liga, von den Spielern gewählt, trägt seinen Namen.
Im August 2011 veröffentlichte der österreichische Schriftsteller Josef Haslinger eine romanhafte Biografie von Bohumil Modrý, basierend auf Gesprächen mit und Dokumenten von dessen Tochter Blanka Modra.

## Erfolge

### National
| - 1937 Tschechoslowakischer Meister mit LTC Prag - 1938 Tschechoslowakischer Meister mit LTC Prag - 1939 Böhmischer Meister mit LTC Prag - 1940 Meister des Protektorats Böhmen und Mähren mit LTC Prag - 1942 Meister des Protektorats Böhmen und Mähren mit LTC Prag - 1943 Meister des Protektorats Böhmen und Mähren mit LTC Prag | - 1944 Meister des Protektorats Böhmen und Mähren mit LTC Prag - 1946 Tschechoslowakischer Meister mit LTC Prag - 1947 Tschechoslowakischer Meister mit LTC Prag - 1948 Tschechoslowakischer Meister mit LTC Prag - 1949 Tschechoslowakischer Meister mit LTC Prag |

### International
| - 1938 Bronzemedaille bei der Weltmeisterschaft - 1947 Goldmedaille bei der Weltmeisterschaft | - 1948 Silbermedaille bei den Olympischen Winterspielen - 1949 Goldmedaille bei der Weltmeisterschaft |

### Karrierestatistik
(Legende zur Torhüterstatistik: GP oder Sp = Spiele insgesamt; W oder S = Siege; L oder N = Niederlagen; T oder U oder OT = Unentschieden oder Overtime- bzw. Shootout-Niederlage; Min. = Minuten; SOG oder SaT = Schüsse aufs Tor; GA oder GT = Gegentore; SO = Shutouts; GAA oder GTS = Gegentorschnitt; Sv% oder SVS% = Fangquote; EN = Empty Net Goal; 1 Play-downs/Relegation; Kursiv: Statistik nicht vollständig)